# 아시아 독감

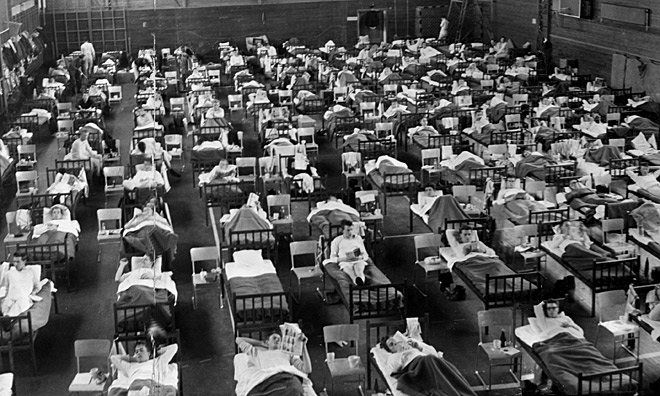

아시아 독감은 1957년 인플루엔자 범유행을 일으킨 사건을 말한다. 아시아 독감은 미국에서 7만명의 사망자를 발생시켰다. 1957년 2월 말에 중국 구이저우성에서 첫번째로 발견되었다. 1957년 6월에는 미국으로 퍼져서 1958년까지 유행하였다. 전 세계적으로 최소 1백만명 이상, 추정 2백만명이 사망했다. 아시아 독감은 인플루엔자 A 바이러스의 아형 H2N2로 인한 전염병이었다. 바이러스 균주는 조류 인플루엔자(거위, 혹은 야생 오리로 추정)와 사람의 인플루엔자 바이러스의 재조합이었다. 새로운 바이러스가 출현했기에 많은 사람들이 면역이 안되어 사망하였다.

## 진행 기록
- 첫번째 사례는 1956년 말[1] 또는 1957년 2월[3][4][5]에 중국 구이저우성에서 발견되었다.
- 1957년 2월 중에 인근 윈난성에서도 발견되었다.[6]
- 1957년 4월 17일에, 타임즈 지는 "인플루엔자 전염병이 수천 명의 홍콩 주민 들에게 영향을 끼쳤다"고 보도했다.[7]
- 1957년 4월에 싱가포르에서도 발병했다.
- 1957년 5월 중순 대만에서 10만명이 감염되었다.
- 1957년 6월 인도는 100만명이 감염되었다.
- 1957년 6월 말, 영국에서 발병되었다.[7]
- 1957년 6월 미국에 상륙.
- 1957년 10월 영국에서 백신 제조 완료 이후 전염병 억제 진행
- 1968년에 항원인 H2N2가 H3N2로 변이되면서 전염병 종식[8][9]

### 미국에서 진행 상황 정리
- 1957년 5월 미국 보건국이 바이러스 샘플을 백신 제조업체에 공개
- 1957년 6월 상륙기에 뉴포트 해군기지에 정박한 구축함의 해군 요원의 1호 감염과 신병 감염 사건 발생[10]
- 1957년 7월 포트 오드와 로우리 공군기지에서 백신 실험 진행
- 1957년 10월 학교가 개학하면서 첫 번째 감염 폭풍 발생.
- 1958년 1월 ~ 2월 노인들 사이에서 두 번째 감염 폭풍 발생.[11]

## 스페인 독감과의 비교
아시아 독감은 1918년 맹위를 떨쳤던 스페인 독감보다 독성이 덜한 것이었으나, 스페인 독감과 달리 2차 유행보다는 1차 유행에서 더 큰 피해가 있었고, 발생 시기도 늦여름부터 가을 사이였다. 스페인 독감이 전세계에 거의 동시에 퍼진 반면, 아시아 독감의 세계적 확산 속도는 점점 빨라졌다. 주 희생자는 5세 이하의 저연령층이었다.